# Бактеріоносійство
Бактеріоносі́йство (застаріле — бацилоносійство) — перебування в організмі людини або тварини і виділення з нього збудників заразних захворювань без наявності видимих проявів хвороби. Людина буває носієм збудників черевного тифу, паратифів, сальмонельозу, ешерихіозу, дифтерії, носієм стрептококів, стафілококів тощо.

## Опис
Звичайно бактеріоносійство спостерігається певний час після перенесеного захворювання, іноді воно буває у клінічно здорових людей, хоча часто є відображенням стертої, субклінічної форми хвороби.
Тривалість бактеріоносійства від кількох днів до багатьох років (черевний тиф).
Бактеріоносійство епідеміологічно небезпечне для оточення, бо саме здорові носії легко можуть поширювати захворювання, як це відбувається при черевному тифі.
У боротьбі з бактеріоносійством основне значення має своєчасна госпіталізація при інфекційних захворюваннях та підозрі на них, раціональне лікування, облік і періодичне обстеження осіб, що перенесли інфекційні захворювання, та тих, що були в контакті з ними, систематичне обстеження на бактеріоносійство працівників підприємств громадського харчування, водопостачання, дитячих і лікувальних педіатричних закладів тощо (так звані декретовані групи).
|  | Це незавершена стаття про інфекційні захворювання. Ви можете допомогти проєкту, виправивши або дописавши її. |